# Plantago euphratica
Plantago euphratica är en grobladsväxtart som beskrevs av Joseph Decaisne, Barnéoud. Plantago euphratica ingår i släktet kämpar, och familjen grobladsväxter. Inga underarter finns listade i Catalogue of Life.